# 자현
자현(玆玄, 1971년~)은 대한민국에서 활동하는 대한불교조계종 소속의 승려이다.
동국대학교 철학과와 불교학과를 졸업하고, 동국대학교 불교학과와 성균관대학교 동양철학과에서 석사 학위를 받았다. 성균관대학교 동양철학과(율장)와 동국대학교 미술사학과(건축) 그리고 고려대학교 철학과(선불교)와 동국대학교 역사교육과(한국 고대사)에서 박사학위를 취득했다. 총 7개의 박사학위를 보유 중인데 이는 국내 최다 기록이다. 또한 한국연구재단 등재지에 170여 편의 논문을 수록했다. 매년 국내 인문학자 중 가장 많은 학진 등재 논문을 쓰고 있어 '논문의 신', '논문 제조기'로 불린다.
현재 중앙승가대학교 불교학부에서 재직 중이며 월정사 교무국장, 사단법인 한국불교학회 법인이사, 대한불교조계종 교육아사리, 불교신문 논설위원 등을 맡고 있다. 전문적이면서 해박한 지식을 쉽고 유머러스하게 풀어내는 강연자로 유명하다.『불교미술사상사론』(학술원 우수학술도서), 『사찰의 상징세계』(문광부 우수교양도서), 『붓다순례』(세종도서 교양 부문), 『스님의 비밀』(세종도서 교양부문), 『불화의 비밀』(세종도서 교양부문) 등 40여 권의 저서를 발간했다.

## 경력
2017년 11월~2018년 11월 봉은사 교육국장
2016년 7월~현재 강원도 문화재위원회 전문위원
2016년 5월~현재 사단법인 한국불교학회 법인이사
2016년 3월~현재 중앙승가대학교 불교학부 교수
2016년 1월~현재 불교신문 논설위원
2014년 9월~2016년 2월 능인대학원대학교 조교수
2010년 10월~현재 대학불교조계종 교육아사리
2010년 7월~현재 월정사 교무국장

## 학력
동국대학교 대학원 미술학 박사
동국대학교 대학원 역사교육학 박사
고려대학교 대학원 철학 박사
동국대학교 대학원 미술사학 박사
성균관대학교 대학원 동양철학 박사
성균관대학교 대학원 동양철학 석사
동국대학교 대학원 불교학 석사
동국대학교 철학/ 복수전공 불교학 학사

## 저서
《자현스님이 들려주는 불교사 100장면》,불광출판사, 2018 ISBN 978-89-7479-476-7
《쫄지마 얼지마 숨지마 스님의 논문법》,불광출판사, 2017 ISBN 978-89-7479-372-2
《불화의 비밀》,조계종출판사, 2017 / 문화관광부 세종도서 선정 ISBN 979-11-5580-092-8
《오대마중》,조계종출판사, 2017 ISBN 979-11-5580-026-3
《한국 선불교의 원류, 지공과 나옹 연구》,불광출판사, 2017 ISBN 978-89-7479-334-0
《고성 옥천사 지장보살도 및 시왕도》,쿠담북스, 2016
《스님의 비밀》 ,조계종출판사, 2016 / 문화관광부 세종도서 선정 ISBN 979-11-5580-075-1
《오대산을 가다》,조계종출판사, 2016 ISBN 979-11-5580-102-4
《미치도록 공부가 하고 싶어지는 스님의 공부법》,불광출판사, 2015 ISBN 978-89-7479-291-6
《작정하고 재미있게 쓴 에피소드 인도》,불광출판사, 2015 ISBN 978-89-7479-098-1
《오대산 정념스님이 들려주는 행복한 불교이야기》,담앤북스, 2015 ISBN 978-89-98946-50-0
《붓다순례》,불광출판사, 2014 / 문화관광부 세종도서 선정 ISBN 978-89-7479-059-2
《사찰의 비밀》 ,담앤북스, 2014 ISBN 978-89-98946-34-0
《탄허-허공을 삼기다》,민족사, 2013 ISBN 978-89-98742-05-8
《자현스님의 불교, 문화로 읽는다》,민족사, 2012 ISBN 978-89-7009-537-0
《사찰의 상징세계 상》,불광출판사, 2012 / 문화관광부 우수도서 선정 ISBN 978-89-7479-051-6 세트ISBN 978-89-7479-050-9
《사찰의 상징세계 하》,불광출판사, 2012 / 문화관광부 우수도서 선정 ISBN 978-89-7479-052-3 세트ISBN 978-89-7479-050-9
《자현스님의 조금 특별한 불교이야기》,불광출판사, 2012 ISBN 978-89-7479-216-9
《율장의 승단분열 연구》 ,운주사, 2011 ISBN 978-89-5746-273-7
《불교미술사상사론》,운주사, 2011 / 대한민국 학술원 우수학술도서 선정 ISBN 978-89-5746-281-2
《월정사의 유래와 한강의 시원》,운주사, 2011 ISBN 978-89-5746-292-8
《불교의 가람배치와 불국사에 대한 재조명》 ,한국학술정보, 2009 ISBN 978-89-534-0592-9
《승단분열에 관한 철학적 담론》,한국학술정보, 2009 ISBN 978-89-534-0643-8
《해맑은 영혼에는 그림자가 맺히지 않는다》, 부다가야, 2000 ISBN 89-87572-22-6
《사성제와 여래장》 ,부다가야, 2000 ISBN 89-87572-28-5

### 공저
《정암사 수마노탑 연구》,정선군, 2017 ISBN 979-11-963735-0-4
《한암의 선사상과 제자들》,쿠담북스, 2017 ISBN 979-11-957901-8-0
《한암과 용성, 현대 불교의 새벽을 비추다》 ,쿠담북스, 2016ISBN 979-11-957901-9-7
《석전과 한암, 한국불교의 시대정신을 말하다》 ,조계종출판사, 2015 ISBN 979-11-5580-030-0
《석전 영호대종사, 한국불교의 초석을 세우다》 ,조계종출판사, 2015 ISBN 979-11-5580-035-5
《불교와의 첫 만남》,불광출판사, 2015 ISBN 978-89-7479-096-7
《절에 가는 날》,조계종출판사, 2014 / 문화관광부 세종도서 선정 ISBN 979-11-5580-009-6
《한국의 사리신앙 연구》 ,운주사, 2014 ISBN 978-89-5746-369-7
《월정사의 한암과 탄허》,국립중앙박물관, 2013 ISBN 978-89-91331-00-6
《미래를 향한 100년, 탄허》,조계종출판사, 2013
《되돌아본 100년, 탄허》,조계종출판사, 2013 ISBN 978-89-93629-94-1
《계율연구논문집》,정우서적, 2011 ISBN 978-89-8023-172-0
《정토경전의 세계》 ,부다가야, 2001 ISBN 89-87572-29-3

## 방송/영상
2018.08~2018.10 불교TV <봉은사 불교교육 특강>
2018.07~2018.08 유튜브 BTN채널 <영화 신과함께에 나오는 7대지옥+3대지옥 알아보기>
2016.11~2018.01 불교TV라디오 <본격스님토크쇼- 야.자.수>
2014.08.11 불교방송 <단박인터뷰 - 월정사 교무국장 자현 스님>
2012.10~2014.11 불교방송 <무명을 밝히고>
2012.10~2013.03 불교TV <숨겨진 사찰의 미>
2019. 2~ 불교TV <자현스님과 떠나는 붓다로드>

## 기사링크
한국일보 칼럼, 2017~
"[명법문 명강의]  중앙승가대 불교학부 교수 자현 스님", 법보신문, 2018
"[특별기고] 황룡사 사리 반환으로 본 보궁신앙-하", 법보신문, 2018
"[특별기고] 황룡사 사리 반환으로 본 보궁신앙-상", 법보신문, 2018
"자현 스님, 승가교육발전 기금 1000만원 기탁", 법보신문, 2018
"영화 '신과함께' 속 사후세계 강연", BTN불교TV, 2018
"자현 스님 “공부도 낚시처럼 재미 깨달으면 즐길 수 있어요”", 동아일보, 2018
"[저자와의 대화] `스님의 논문법` 실용서 낸 자현 스님", 매일경제, 2017
"“조계종 법맥은 태고 보우가 아닌 나옹 혜근 것”", 신동아, 2017
"[53선지식 구법여행] ⑫ 중앙승가대 교수 자현스님", 불교신문, 2016
"자현 스님의 중국 오대산 순례기", 법보신문, 2016
"자현스님 "현각스님 비판 수용 못해, 한국 불교 청정"", YTN, 2016
"자현 스님 “한국 떠나려는 현각…외국인 승려의 이기적인 태도 ”", 경향신문, 2016
"자현 스님 "나쁜 기억력이 창의력의 원천 됐어요"", 한국경제, 2016 보관됨 2018-07-27 - 웨이백 머신
"“잡념의 통제, 나쁜 기억력이 공부비책이지요”", 한겨레, 2015
"자현 스님 “박사학위가 왜 4개나 되냐고요?"", 불교닷컴, 2015
"'융합 학문'으로 중생들에게 다가가는 불교문화 전령사", 시사저널, 2012 보관됨 2018-07-27 - 웨이백 머신